# Hydromys hussoni
Hydromys hussoni  (Musser & Piik, 1982) è un roditore della famiglia dei Muridi endemico della Nuova Guinea.

## Descrizione

### Dimensioni
Roditore di medie dimensioni, con la lunghezza della testa e del corpo tra 122 e 171 mm, la lunghezza della coda tra 103 e 152 mm, la lunghezza del piede tra 25 e 31 mm e la lunghezza delle orecchie tra 11 e 14 mm.

### Aspetto
La pelliccia è corta e densa. Il colore delle parti superiori è marrone, più brillante lungo la spina dorsale, i fianchi sono cosparsi di peli giallastri, mentre le parti ventrali sono grigio scure con dei riflessi giallastri. Le orecchie sono piccole e ricoperte da pochi peli nerastri. Il dorso delle zampe anteriori è marrone scuro, mentre il dorso dei piedi è più chiaro. La coda è marrone scura, ricoperta densamente da lunghi peli e con il quinto terminale bianco.

## Biologia

### Comportamento
È una specie semi-acquatica.

## Distribuzione e habitat
Questa specie è presente soltanto nella regione del Lago Wissel, nella parte occidentale della cordigliera centrale della Nuova Guinea.
Vive lungo fiumi e corsi d'acqua nelle foreste montane tra 1.765 e 1.800 metri di altitudine.

## Conservazione
La IUCN Red List, considerata l'assenza di informazioni recenti sull'areale e lo stato della popolazione, classifica H.hussoni come specie con dati insufficienti (DD).